# 萨尔博格
萨尔博格（Sarbhog），是印度阿萨姆邦Barpeta县的一个城镇。总人口7553人（2001年）。

## 人口
该地2001年总人口7553人，其中男性3865人，女性3688人；6岁或以下人口735人，其中男366人，女369人；识字率77.84%，其中男性为83.42%，女性为71.99%。